# 林攀龍
林攀龍（1901年5月2日—1983年1月16日），字南陽，生於日治台灣臺中廳貓羅堡阿罩霧本鄉村（今台中市霧峰區），教育家與企業家。出身臺中霧峰林家，其母楊水心，並為林獻堂的長子，尚有手足林猶龍、林雲龍、林關關。他曾參與創辦「霧峰一新會」、臺中縣立霧峰初級中學、私立萊園高級中學（臺中市私立明台高級中學前身）及明台產物保險等機構組織。由於篤信基督新教加爾文宗長老會，與其父頗有齟齬。

## 生平

### 早年生活
六歲時，他跟隨鹿港人士施家本學習漢文。十歲時，他跟隨父親及其秘書甘得中前往日本，寄宿於嘉納治五郎家中並進入東京市小日向台町尋常小学校接受教育。稍後，他又進入東京高等師範学校附中就讀。1922年3月在熊本市的日本基督教會受洗，同月底畢業於熊本第五高等学校，一個月後考入東京帝國大學法學部政治科（一說「法政科」）。在東京帝大期間他參與了啟發會、新民會等組織活動，並在《臺灣青年》、《臺灣》雜誌（皆為《臺灣民報》前身）上發表文章。
1925年3月，林攀龍自東京帝國大學畢業；4月，他同意放棄繼承家產，換取父親同意自日本乘船前往英國求學，並於9月進入牛津大學攻讀文學、宗教與哲學。1927年林獻堂前往歐洲各國考察時，他也跟隨在側。
1928年11月4日，林攀龍返抵臺灣，次年在《臺灣民報》上發表專文〈歐洲文化的優越性〉。1930年初，他隨林獻堂、蔣渭水等人於臺北鐵道飯店會見國際聯盟所派任的鴉片問題調查委員，並為其擔任翻譯。
1930年3月5日，他再度出發前往歐洲；此後，他先到巴黎-索邦大學就讀哲學與文學課程，後轉至慕尼黑大學主修哲學、文學（一說德文）。

### 興辦教育及企業

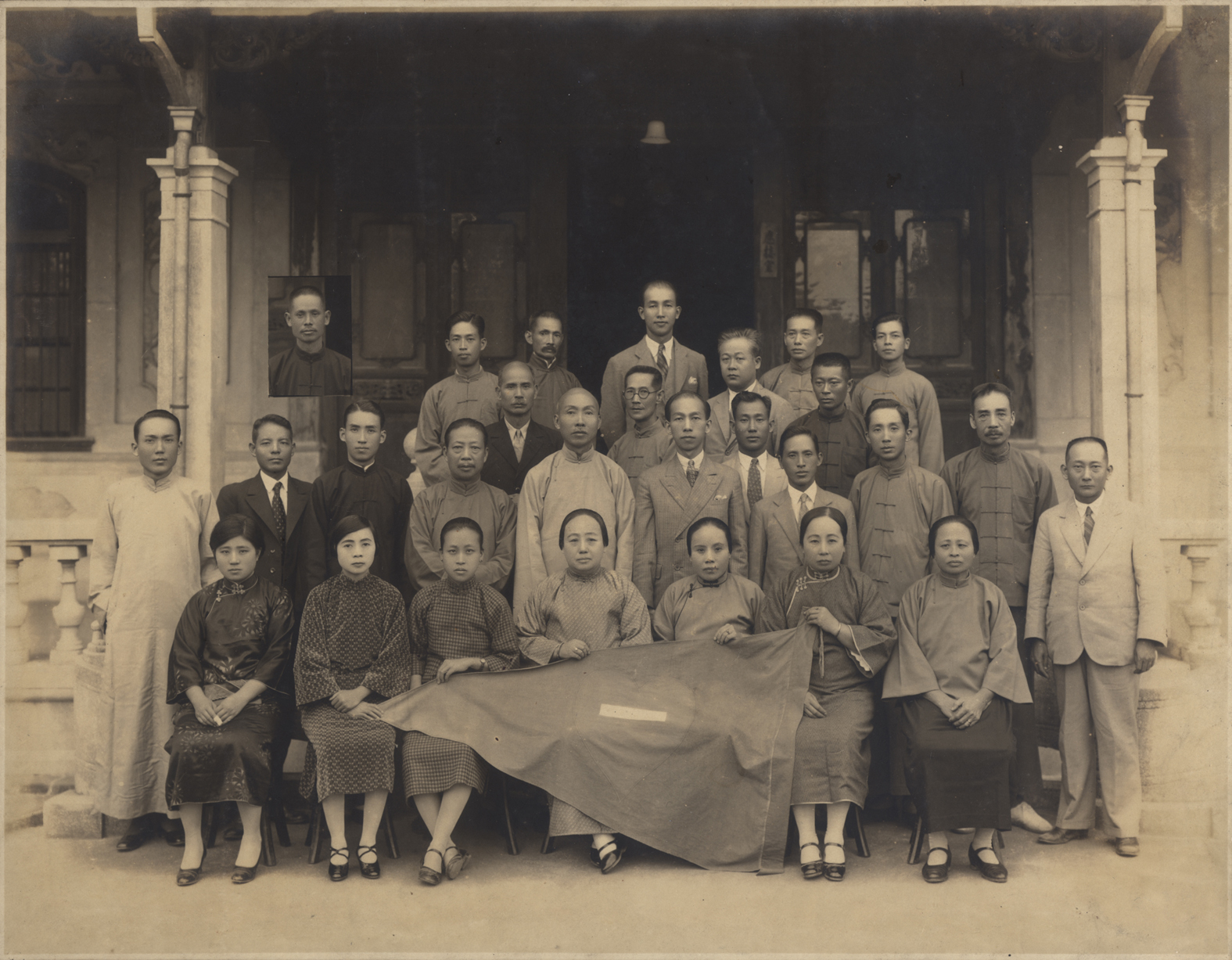
林攀龍（中排立左六）與父親林獻堂（其左側）及一新會成員合影於該會會館前，攝影於1932年11月9日。

1932年2月2日林攀龍再度返臺，他辭謝了臺北帝國大學擔任教席的邀請，在24日著手籌備「霧峰一新會」。4月起，他在《臺灣新民報》報社擔任其編輯局學藝部長。同年，他也曾在教會舉辦兒童親愛會。此後，他更創辦以漢學研究為宗旨的「一新義塾」，並延請學者莊太岳免費授課。
1933年，他經過霧峰基督長老教會小會（以下簡稱「小會」）議長劉忠堅牧師推薦申請入會（入該教會會籍），並於2月19日經小會同意獲准。3月1日起，他開始在該教會定期召開宗教座談會。7月29日，他經小會推薦為長老候選人；11月3日，他經多數決當選為該教會長老，並由小會議長劉忠堅牧師按立。
1934年，創立了三榮興業公司。次年4月2日，在林獻堂委請蔡培火擔任媒人，與曾珠如結婚。
二次大戰結束後初期，他曾分別受邀擔任臺北建國中學校長、臺中一中校長及東海大學文學院院長，但他都予以婉拒。1946年，林攀龍捐地設立臺中縣立霧峰初級中學並擔任創校校長。1949年，他又創立私立萊園高級中學，並將臺中縣立霧峰初級中學納入其中。
在父親及弟弟紛紛逝世後，林攀龍接下了維持家族經濟來源的責任，因此在1961年創設明台產物保險。1966年11月30日，又創立「明台輪船公司」，並被推選為首任董事長。此外，他也擔任過中央書局董事、彰化銀行董事、私立延平中學董事、中華民國紅十字會臺灣省分會常務理事、櫟社第四任社長等職務，並參與創辦南陽幼稚園等機構。
1979年3月11日，妻子曾珠如逝世於臺大醫院。1983年1月16日7時，他因心臟病突然發作被緊急送至國泰醫院救治，但仍於9時因心肌梗塞過世。隨後，遺體經火化後安葬於臺中東海公墓。

## 家庭
其妻曾珠如，為台中企業家曾文川之女。1947年與吳素貞當選第一屆國民大會代表。
兩人婚後，因多次流產，無子女。其弟林猶龍將長子林博正過繼給林攀龍，作為家族繼承人。

## 著作

### 專書
- 《人生隨筆》（1954年，中央書局）
- 《人生隨筆及其他》（2000年，林博正主編、秦賢次整理，傳文文化事業公司）[7]

### 專文
- 〈顏水龍畫作入選秋季沙龍─我同胞逐漸登上世界畫壇〉（1931年11月21日，《台灣新民報》，後收錄於顏娟英譯著《風景心境─台灣近代美術文獻導讀》）
- 〈近代文學主潮〉（1922年8月，《臺灣》第3年第5號）[2]

## 軼事
- 林獻堂尊重任何宗教，也讓林攀龍以基督教儀式舉辦婚禮。但非常重視祭祖，曾在林攀龍婚禮隔日，要求其與新婚妻在祖先位牌前行古禮向祖先致敬，但林攀龍不願拜偶像，因而婉拒，稱：「我對祖先非無尊敬之念，我日日之生活未敢有污辱祖先之行為，但世上多數子孫荒淫亂行，毀壞先人基業名譽，如是及日日在位牌前三跪九叩，有何意義？世上多有藉託形式掩飾其惡心、行者，此風不可長，惟望見諒。」林獻堂因而當場憤怒離去。[1]
- 林攀龍曾與女權運動者北村兼子詩文往來，並邀請其前往臺灣拜訪。[11]
- 在1951年臺中縣長選舉中，林攀龍沒有支持家族內的林鶴年，反而公開登報支持陳水潭。

## 外部連結
- 林攀龍 - 臺灣史檔案資源系統 - 中央研究院 （页面存档备份，存于）
- 明台高中-林家花園 （页面存档备份，存于）